# Championnat d'Afrique féminin de basket-ball des moins de 20 ans
Le Championnat d'Afrique de basket-ball féminin des 20 ans est une compétition opposant les sélections nationales des différents pays africains. Elle a lieu tous les 2 ans et est organisée par la FIBA Afrique.

## Palmarès
| Année                 | Organisateur | Vainqueur | Finaliste  | 3e      |
| --------------------- | ------------ | --------- | ---------- | ------- |
| 2004[réf. nécessaire] | Tunisie      | Tunisie   | Sénégal    |         |
| 2006                  | Mozambique   | Mali      | Mozambique | Sénégal |